# Длуґе (Рипінський повіт)
Длуґе (пол. Długie) — село в Польщі, у гміні Вомпельськ Рипінського повіту Куявсько-Поморського воєводства.
Населення — 718 осіб (2011).
У 1975-1998 роках село належало до Торунського воєводства.

## Демографія
Демографічна структура станом на 31 березня 2011 року:
|          | Загалом | Допрацездатний вік | Працездатний вік | Постпрацездатний вік |
| -------- | ------- | ------------------ | ---------------- | -------------------- |
| Чоловіки | 361     | 80                 | 240              | 41                   |
| Жінки    | 357     | 73                 | 190              | 94                   |
| Разом    | 718     | 153                | 430              | 135                  |